# Marie Annonciade de Habsbourg-Lorraine
Titre
Princesse-abbesse du chapitre impérial des Dames nobles de Prague
31 mai 1894 – 1er mai 1919
(24 ans et 11 mois)
Marie Annonciade de Habsbourg-Lorraine, archiduchesse d’Autriche et princesse de Hongrie et de Bohême, née le 31 juillet 1876 à Reichenau an der Rax, en Autriche-Hongrie, et morte le 8 avril 1961 au château de Vaduz, au Liechtenstein est un membre de la famille de Habsbourg, devenue abbesse séculière de l'ordre des nobles dames de Prague.

## Biographie

### Famille et maison
Marie Annonciade (en allemand : Maria Annunziata Adelheid Theresia Michaela Carolina Louise Pia Ignatia von Habsburg-Lothringen) est la fille aînée de l’archiduc Charles-Louis d’Autriche (1833-1896) et de sa troisième épouse l’infante Marie-Thérèse de Portugal (1855-1944). Elle a une sœur cadette : Élisabeth (1878-1960).
Elle est la nièce de l’empereur François-Joseph et de l'impératrice Élisabeth, la célèbre Sissi. Elle est la demi-sœur de François-Ferdinand d'Autriche, assassiné à Sarajevo le 28 juin 1914 et la tante du futur Charles Ier d'Autriche.
Marie Annonciade, qui porte les prénoms de la défunte Marie-Annonciade de Bourbon-Siciles, seconde épouse de son père, est baptisée à Reichenau, le 3 août 1876 par Johann Baptist Rudolph Kutschker, archevêque de Vienne. Sa marraine est sa grand-mère maternelle Adélaïde de Löwenstein-Wertheim-Rosenberg.
Depuis 1897, Marie Annonciade, qui jusqu'ici partageait ses subordonnés avec sa sœur cadette, est nantie de sa propre maison, composée d'un majordome (Ladislaus comte Pejacsevich von Veröcze, auquel succède Johann comte Nostitz-Rieneck) et d'une dame de cour (Irma Freein von Puteani), ainsi que d'une femme de chambre et d'un laquais,.

### Fiançailles avec Siegfried en Bavière

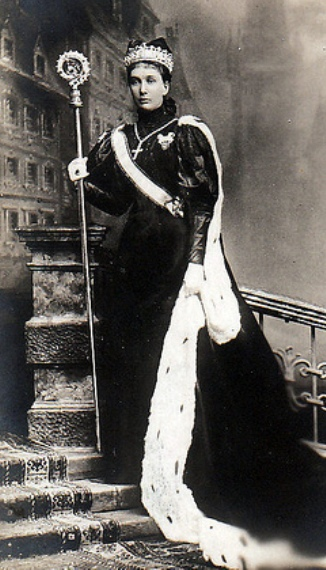
Photo de l'archiduchesse Marie Annonciade par Heinrich Eckert.

En 1902, durant un séjour auprès de François-Ferdinand, l'héritier austro-hongrois, Marie Annonciade revoit le duc Siegfried en Bavière, du même âge qu'elle. Les jeunes gens, qui se connaissent depuis de nombreuses années, sont cousins issus de germain,,. Ils avaient même déjà envisagé de se fiancer avant d'abandonner ce projet à la fin de l'année 1900 car, aux yeux de Siegfried, la dot de Marie Annonciade était insuffisante pour mener le train de vie envisagé par le prince amateur, notamment, de chevaux de courses et de chasse. Le 14 juin 1902, des fiançailles sont conclues, mais rompues deux mois plus tard car l'archiduchesse remarque combien l'état psychique de Siegfried est instable. Il portait un revolver chargé en permanence, tirait depuis les fenêtres de sa demeure et évoquait son suicide. Siegfried se plaignait constamment d'hallucinations et était sujet à des idées de persécution.

### Après la rupture
Après la rupture de ses fiançailles, Marie Annonciade souhaite devenir religieuse bénédictine. Son oncle l'empereur François-Joseph ne lui permet pas de se cloîtrer, mais elle est déjà depuis le 31 mai 1894 abbesse séculière de l'ordre des nobles dames de Prague (une situation qui lui permettait cependant de quitter cet état pour se marier) et y demeure la dernière abbesse jusqu'à ce que le 1er mai 1919, le gouvernement tchèque, dirigé par Karel Kramář, supprime le chapitre et confisque le palais et ses propriétés,.
Ses possibles fiançailles avec l’infant Jacques, prétendant aux trônes de France et d’Espagne furent visiblement envisagés par l’empereur et l’infant, voire par la mère de Marie Annonciade.
Après la chute de la monarchie austro-hongroise en 1918, elle demeure, célibataire, tantôt dans la famille de l'impératrice Zita exilée, tantôt auprès de sa sœur Élisabeth et de son beau-frère, le prince Aloïs de Liechtenstein. Mélomane, l'archiduchesse est également mécène auprès d'associations musicales comme celle de Dreizehnlinden de Vienne.

### Dernières années
À partir de 1944, sa sœur Élisabeth et son mari Aloïs de Liechtenstein résident au château de Vaduz. Marie Annonciade de Habsbourg-Lorraine s'installe auprès du couple princier et participe aux événements réunissant la famille de Liechtenstein et celle des Habsbourg. Son beau-frère Aloïs meurt en 1955, sa sœur Élisabeth en 1960. Marie Annonciade demeure à Vaduz jusqu'à sa mort survenue, subitement, à l'âge de 84 ans, le 8 avril 1961. Elle est inhumée dans la nécropole de la famille princière de Liechtenstein, dans la cathédrale Saint-Florin de Vaduz.

## Honneurs
Marie Annonciade est :
- Dame noble de l'ordre de la Croix étoilée, Autriche-Hongrie (1894).
- Dame Grand-croix d'honneur et de dévotion de l'ordre souverain de Malte.
- Dame noble de l'ordre de Sainte-Élisabeth de Bavière.
- Dame noble de l'ordre de la Reine Marie-Louise d'Espagne.

## Titulature
- 31 juillet 1876 — 8 avril 1961 : Son Altesse Impériale et Royale l'archiduchesse Marie Annonciade d'Autriche, princesse royale de Hongrie et de Bohême.